# جیمز فیربرن
جیمز فیربرن (انگلیسی: James Fairburn؛ زادهٔ) بازیکن فوتبال اهل بریتانیا است.
از باشگاه‌هایی که در آن بازی کرده‌است می‌توان به باشگاه فوتبال برنلی و باشگاه فوتبال دارلینگتون اشاره کرد.